# Maurits Balfoort
Maurits Balfoort (La Madeleine, 22 februari 1905 – Benidorm, 12 februari 1989) was een Vlaams toneel- en televisieregisseur.

## Levensloop
Hij studeerde aan het Sint-Leocollege en volgde avondlessen aan het Brugse conservatorium. Hij begon zijn loopbaan als ambtenaar bij het kadaster in Gent. In zijn vrije tijd speelde hij bij amateurgezelschappen en volgde hij een speciale opleiding bij Staf Bruggen.
Van 1942 tot 1964 regisseerde hij toneel bij de Koninklijke Nederlandse Schouwburg (K.N.S.) in Antwerpen. In 1964 ging hij als dramaturg in dienst bij de BRT, waar hij bekend werd als regisseur van de Vlaamse tv-feuilletons Jeroom en Benzamien (1966), De Filosoof van Haeghem (1967), Wij, Heren van Zichem (1969) en De vorstinnen van Brugge (1972). Voor de BRT bewerkte hij ook twee teksten van Hendrik Conscience: De arme edelman en Baes Gansendonck.
Hij was gastregisseur bij de stadsschouwburg in Keulen (1961-1962) en was ook gelegenheidsregisseur bij verschillende amateurtoneelgezelschappen, vooral in Oostende.
In 1989 overleed hij op 83-jarige leeftijd tijdens een vakantie in Spanje. Datzelfde jaar kreeg hij postuum in Brugge de Maurits Sabbeprijs.
Hij werd ereburger van de gemeenten Averbode en Oudergem.

## Publicaties
- Wij Heren van Zichem, naar Ernest Claes, 1971.
- De vorstinnen van Brugge, naar Maurits Sabbe, 1971.

Hij schreef zelf ook toneelstukken en bewerkingen van verhalen van andere auteurs voor het toneel. 